# Kobylin
Kobylin – miasto w woj. wielkopolskim, w powiecie krotoszyńskim, siedziba gminy miejsko-wiejskiej Kobylin.
Według danych z 31 grudnia 2009 miasto miało 3130 mieszkańców.
Prywatne miasto szlacheckie lokowane w 1303 roku położone było w XVI wieku w województwie kaliskim.

## Położenie
Położony jest nad strumieniem Radęca (dawniej Rzedziąca), u zbiegu linii kolejowych Krotoszyn-Leszno i Kobylin-Rawicz (nieczynna), przy drodze krajowej nr 36: Ostrów Wielkopolski-Krotoszyn-Rawicz-Lubin-Prochowice, około 16 km na zachód od Krotoszyna i około 45 km na zachód od Ostrowa. Historycznie leży w Wielkopolsce.

## Historia

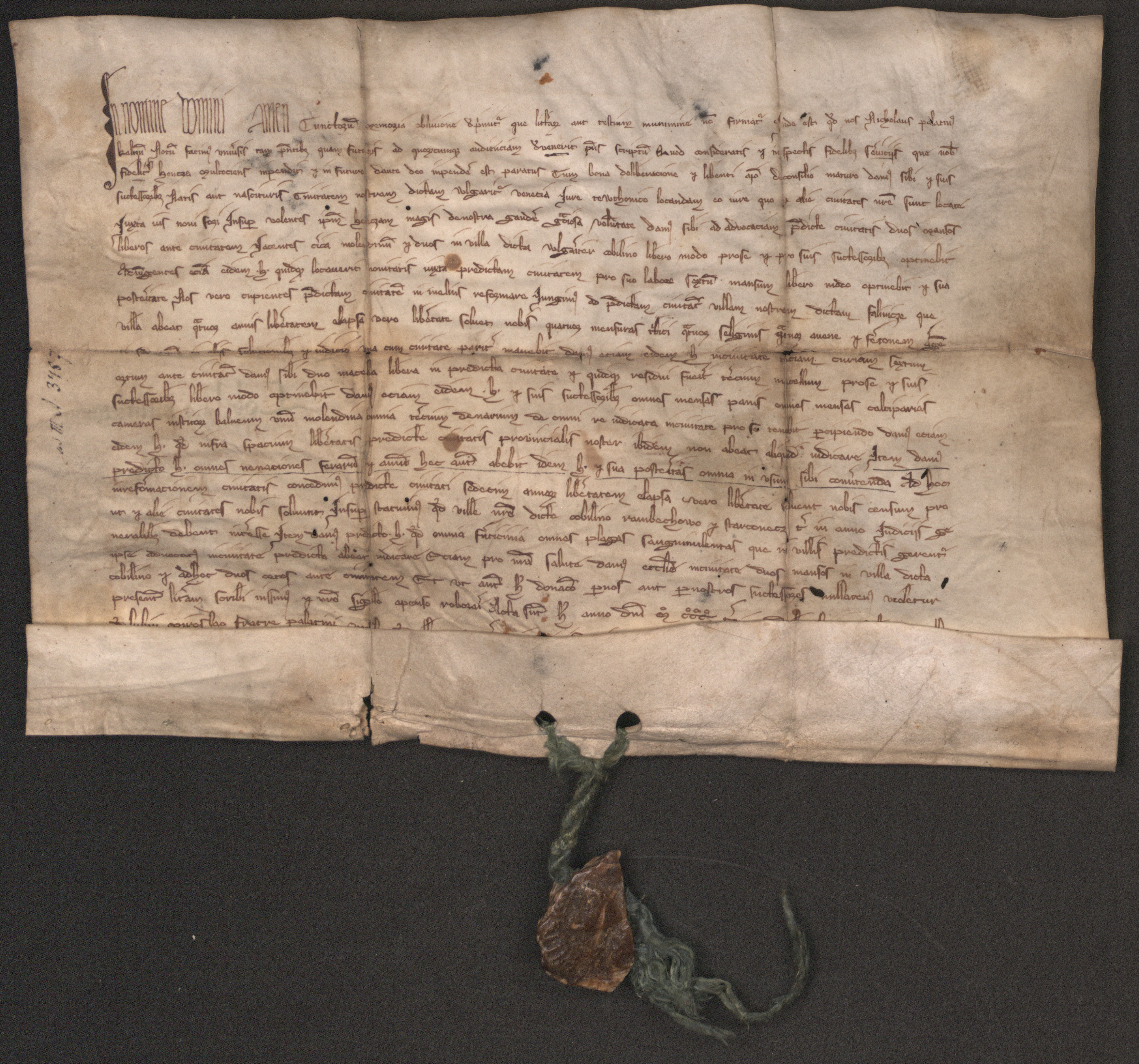
Dokument z 1303 r. ze zbiorów Archiwum Państwowego w Poznaniu: Mikołaj, wojewoda kaliski daje Henczy prawo lokowania miasta Wenecji oraz nadaje mu wolne łany przed miastem i dwa łany we wsi Kobylin.

Z 1303 roku pochodzi pierwsza wzmianka o Kobylinie jako mieście. Data samej lokacji pozostaje nieznana, doszło do niej jednak z pewnością wskutek starań ówczesnego właściciela, wojewody kaliskiego, Mikołaja Przedpełkowica z rodu Łodziów - być może doszło do niej jeszcze za panowania Przemysła II.
Pierwszą nazwą miasta była Wenecja. W przeszłości liczne jarmarki (do dziewięciu rocznie). Od 1456 roku w Kobylinie prowadzono szkołę przyklasztorną oo. Bernardynów. Jej absolwenci kierowali się zazwyczaj na studia do Krakowa. Byli wśród nich:
- Maciej z Kobylina - nauczyciel Mikołaja Kopernika,
- Piotr z Kobylina - profesor Uniwersytetu Krakowskiego, autor pierwszego znanego polskiego podręcznika, wydanego w 1541 roku O nauce ratowania położnic,
- Andrzej Glaber - profesor Uniwersytetu Krakowskiego, lekarz.

W czasie wojny trzynastoletniej Kobylin wystawił w 1458 roku 10 pieszych na odsiecz oblężonej polskiej załogi Zamku w Malborku.
W czasie zaboru pruskiego Kobylin należał do powiatu Krotoszyn (1793-1919). Według spisu urzędowego z 1837 roku miasto liczyło 2 226 mieszkańców, którzy zamieszkiwali 261 dymów (domostw).
Podczas powstania wielkopolskiego mieszkańcy zorganizowali kompanię ochotniczą, która brała udział w walkach o Zduny i Rawicz. Podczas II wojny światowej w mieście i okolicy toczyły się zacięte boje. Kobylin został zajęty przez Armię Czerwoną 23 stycznia 1945 roku, ale już następnego dnia Wehrmacht ponownie zajął miasto na kilka godzin. W latach 1975–1998 miasto administracyjnie należało do woj. leszczyńskiego.

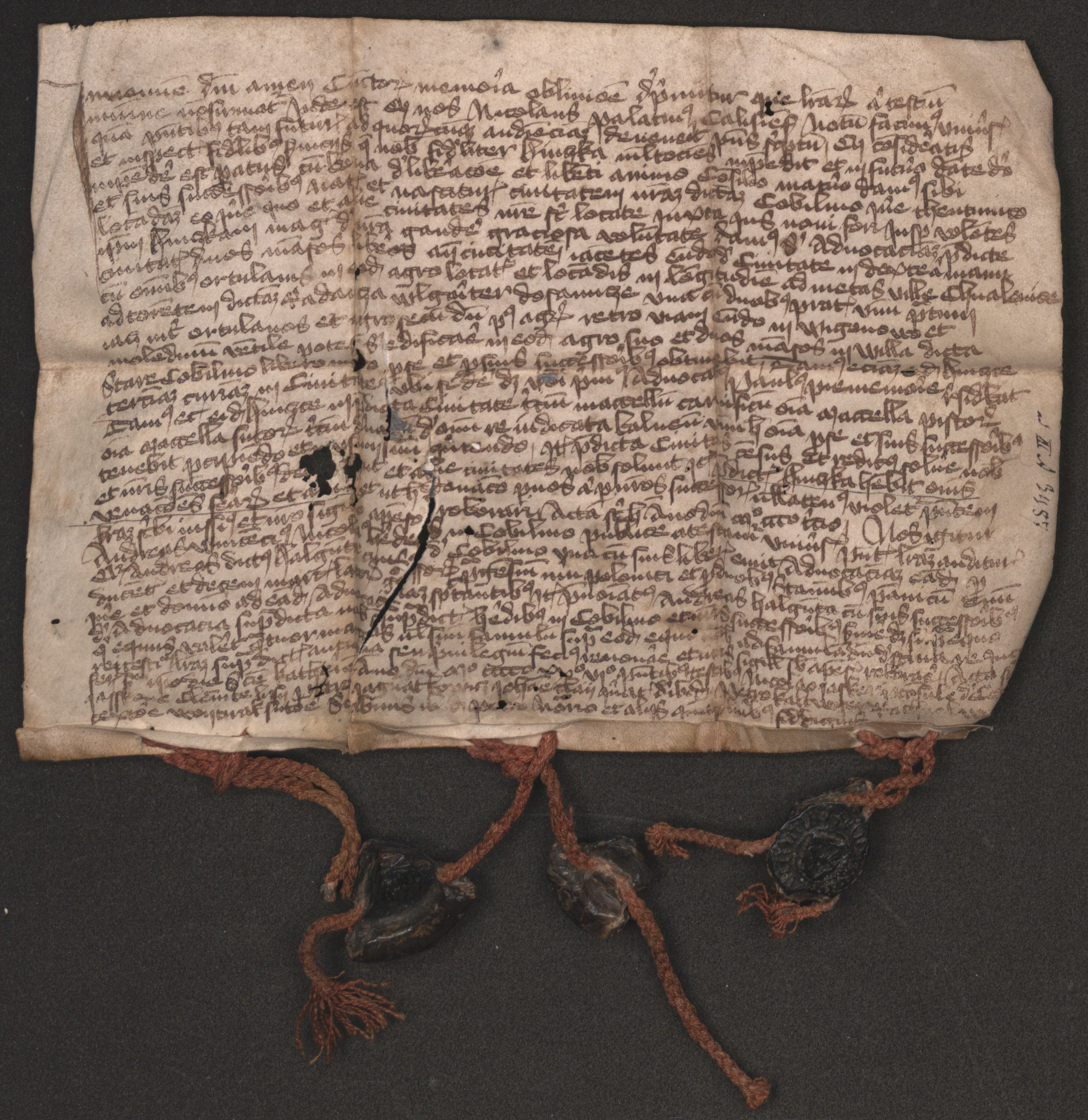
Odnowienie dokumentu lokacyjnego dla Kobylina z 1303 r. (miejsce przechowywania: Archiwum Państwowe w Poznaniu).
Zygumnt II August zezwala miastu Kobylin pobierać opłaty, 1570 r. (miejsce przechowywania: Archiwum Państwowe w Poznaniu).
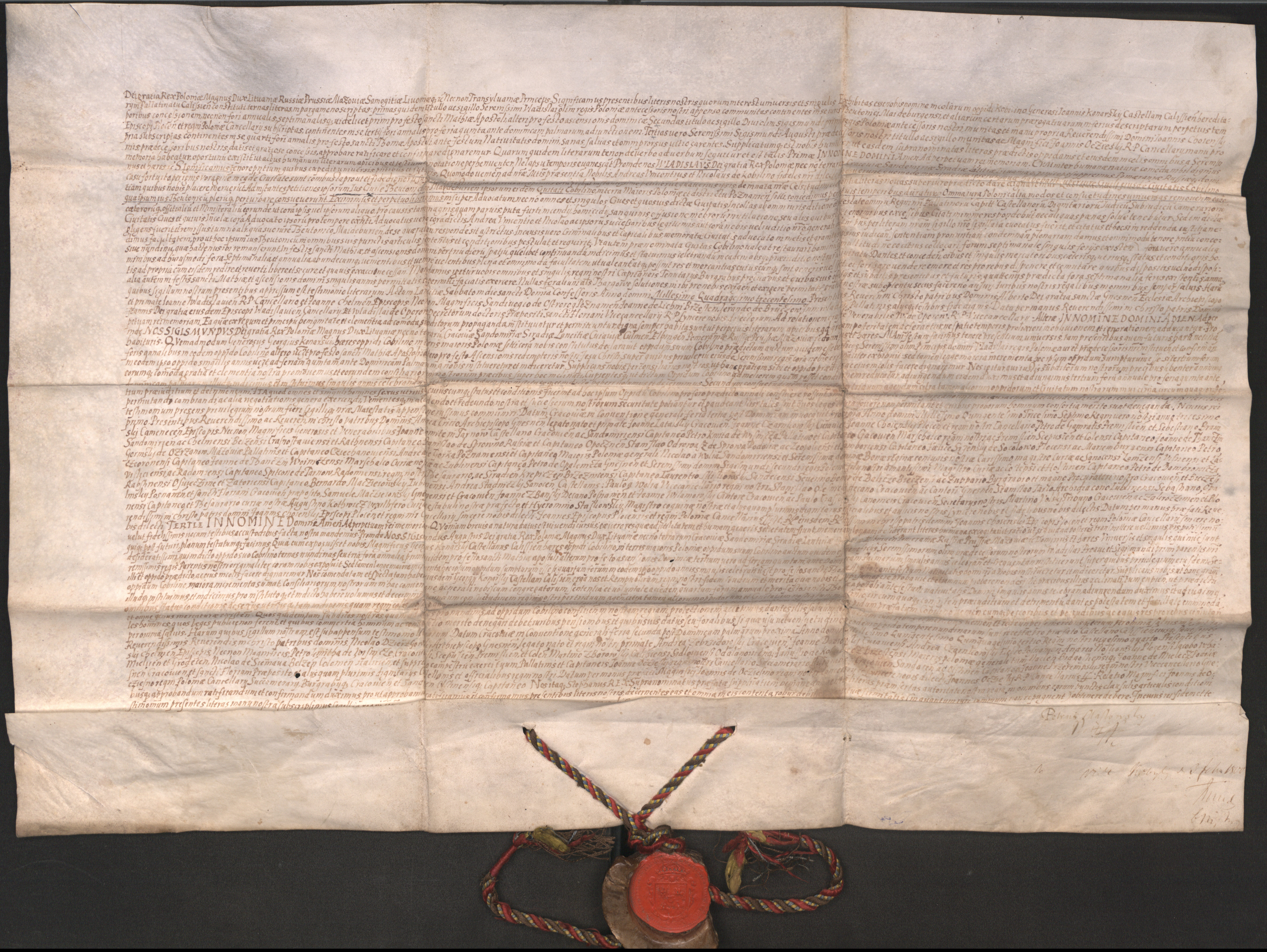
Stefan Batory potwierdza poprzednie przywileje Kobylina, 1578 r. (miejsce przechowywania: Archiwum Państwowe w Poznaniu).
Zygmunt III Waza potwierdza poprzednie przywileje Kobylina, 1589 r. (miejsce przechowywania: Archiwum Państwowe w Poznaniu).
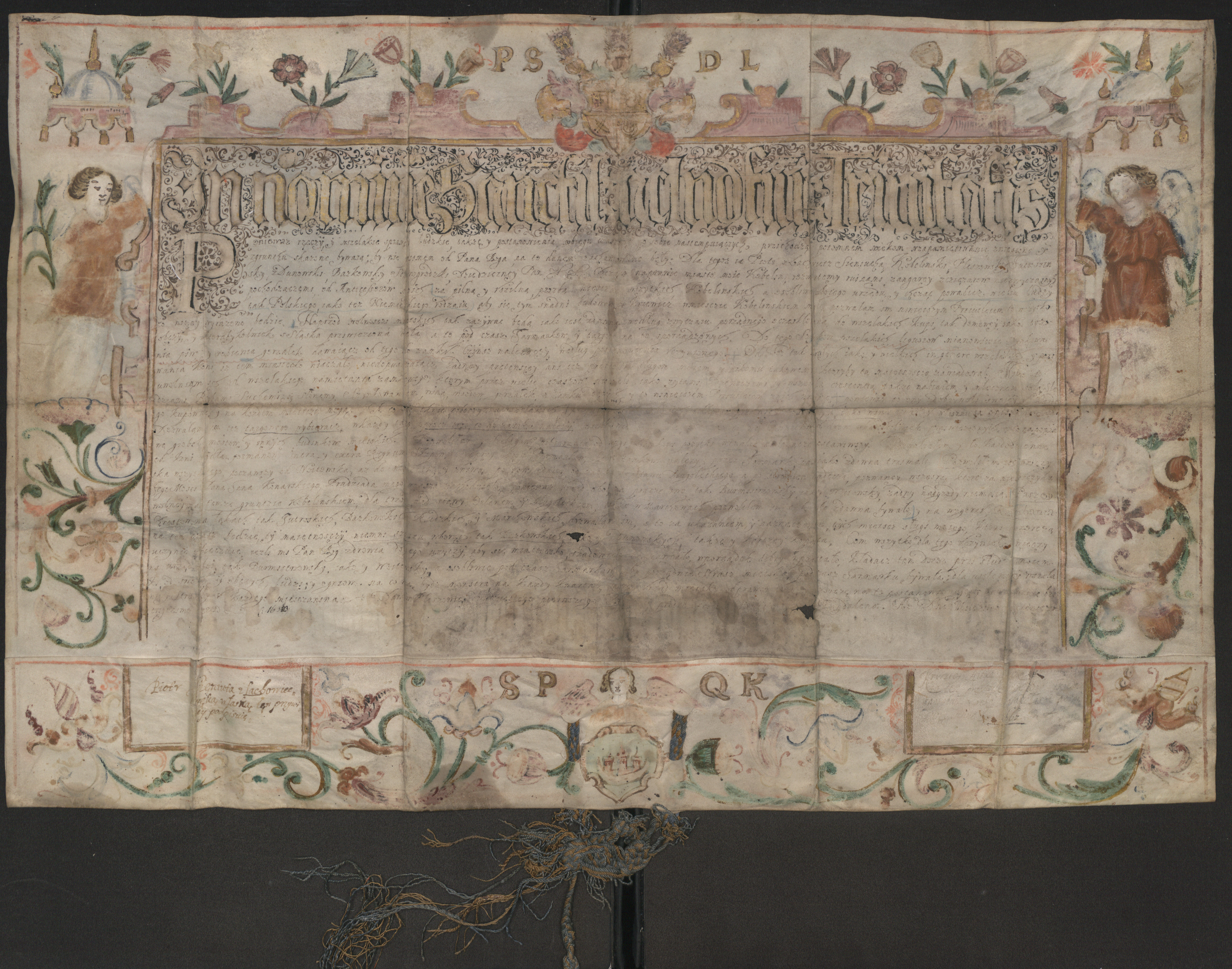
Piotr Sienuta nadaje przywileje miastu Kobylinowi, 1622 (ze zbiorów Archiwum Państwowego w Poznaniu).
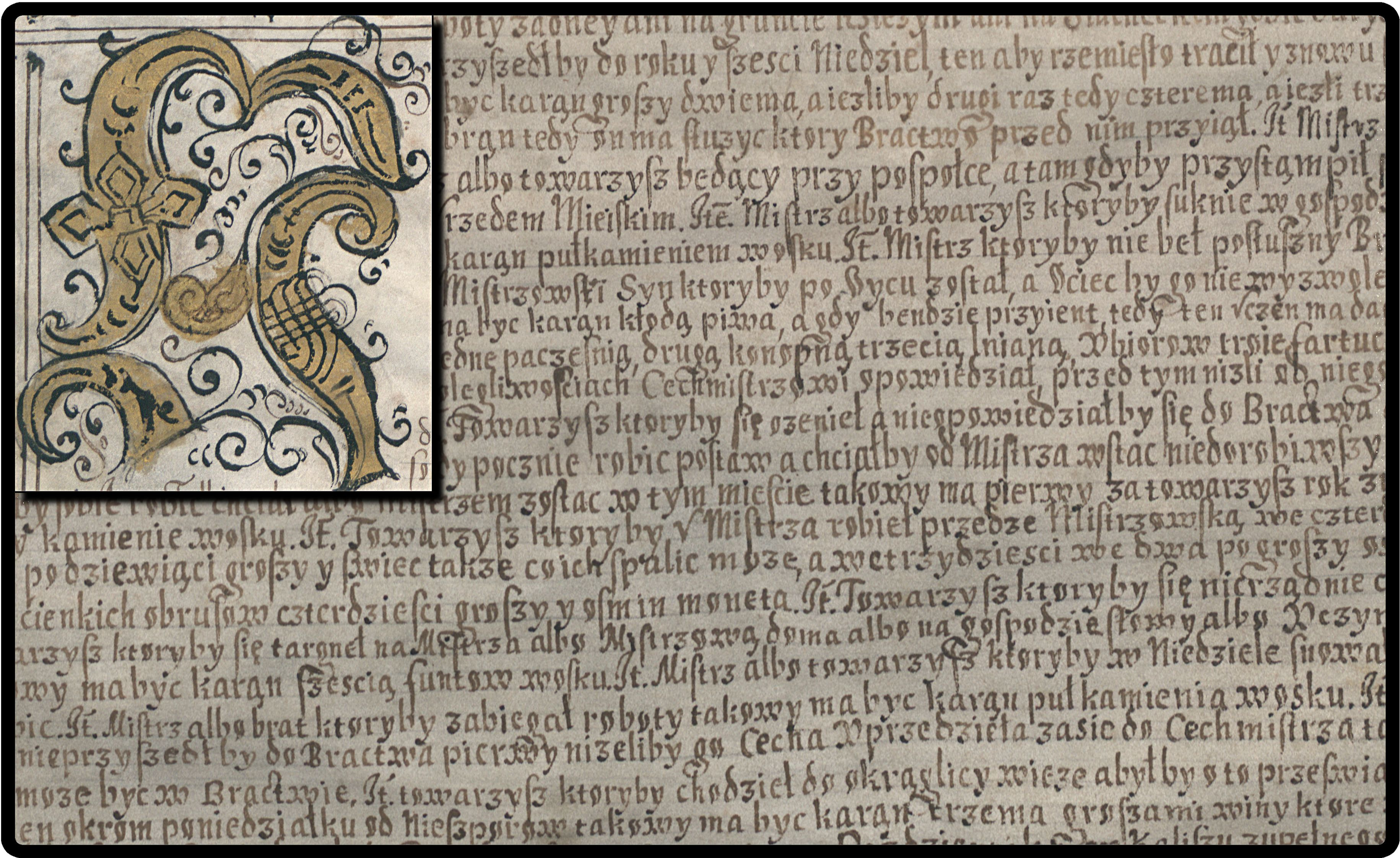
Dokument cechowy z Kobylina, 1639 (miejsce przechowywania: Archiwum Państwowe w Poznaniu).
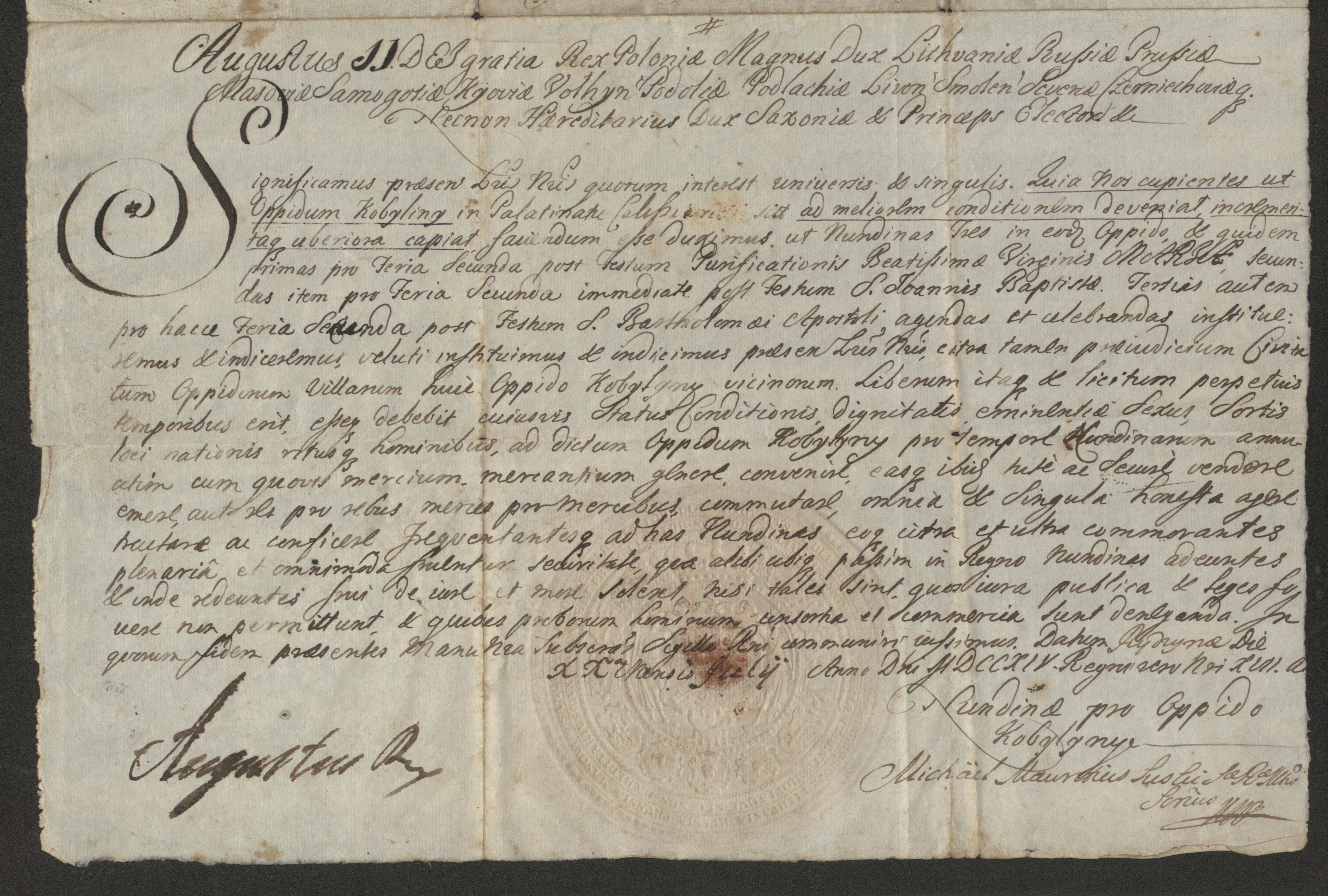
August II nadaje miastu Kobylin prawo odbywania jarmarków, 1714 r. (miejsce przechowywania: Archiwum Państwowe w Poznaniu).

## Demografia

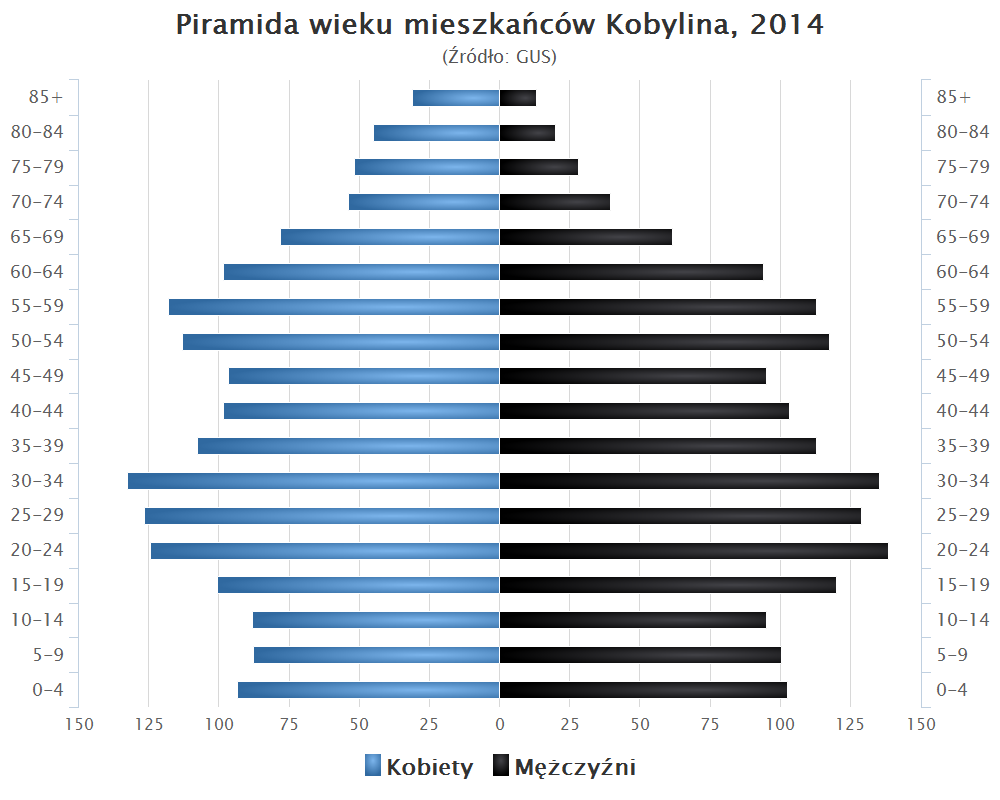
Piramida wieku mieszkańców Kobylina w 2014 roku

## Zabytki

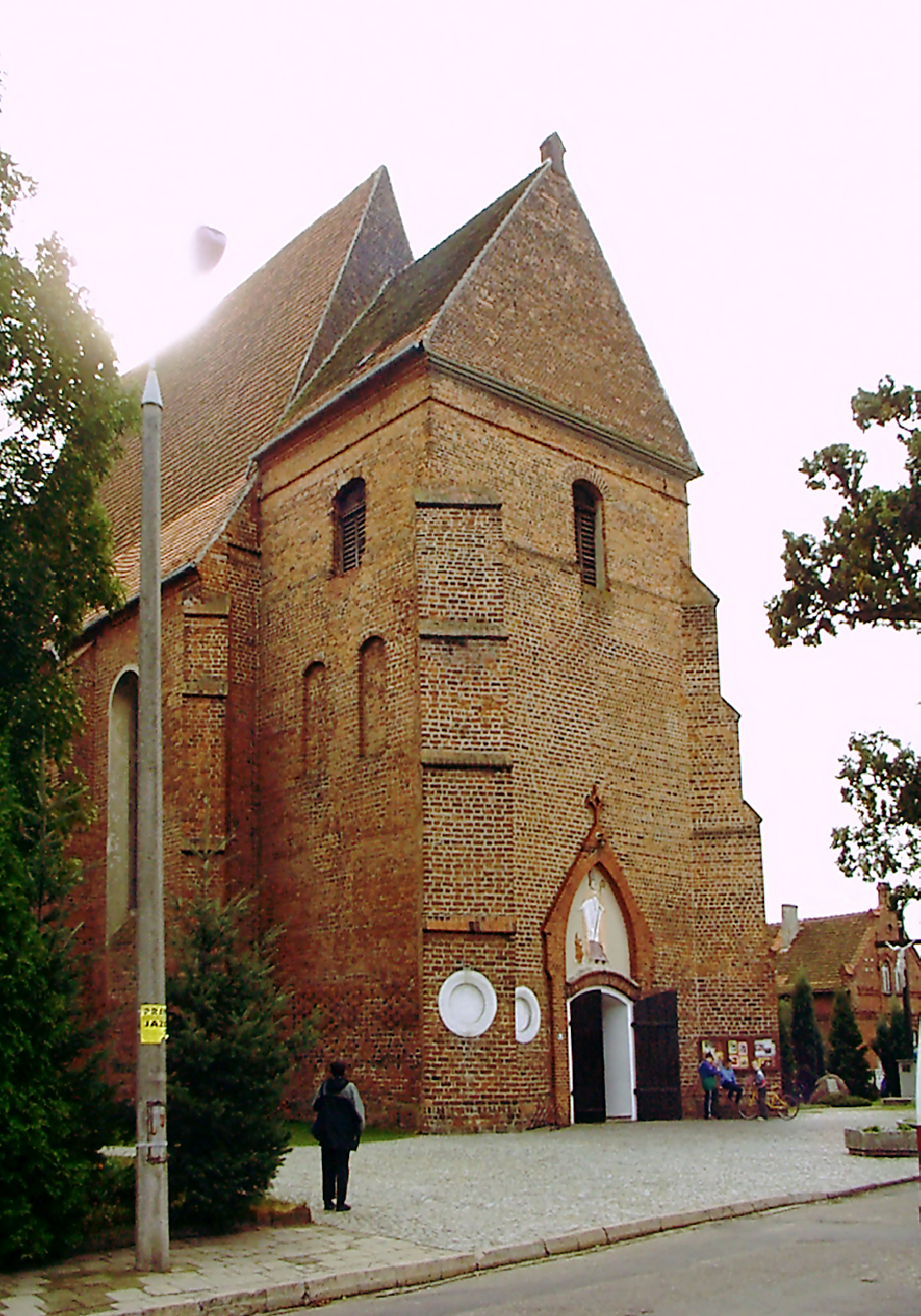
Późnogotycki kościół parafialny pw. św. Stanisława

- ratusz miejski na Rynku, z herbem miasta nad wejściem,
- zabytkowe domy,
- wieża d. kościoła ewangelickiego wpisana do rejestru zabytków w 1969 roku[7]
- kościół parafialny pw. św. Stanisława - kościół późnogotycki wzniesiony w latach 1512 – 1518 i przebudowany w 1782 roku:
  - w ołtarzu głównym kościoła mieści się renesansowy tryptyk z około 1518 roku. Wykonany w drewnie lipowym i malowany temperą przez mistrza Franciszka z Sierakowa. Tryptyk przedstawia legendę o św. Stanisławie biskupie męczenniku. Na lewym skrzydle ukazano kupno wsi od Piotrowina i świadczenie przed królem, w środku zabójstwo, a po prawej oskarżenie i poćwiartowanie zwłok biskupich. W środkowej części znajduje się także wizerunek klęczącego biskupa Jana Konarskiego z Kobylina, fundatora ołtarza,
  - na wyposażeniu wczesnorenesansowa kropielnica z 1518 roku,
- zespół klasztorny franciszkanów (OFM - Zakon Braci Mniejszych), pod wezwaniem Matki Bożej przy Żłóbku, którzy osiedlili się w Kobylinie w 1456 roku. Ufundowany przez Katarzynę, Wojciecha, Klimka i Mikołaja Kobylińskich, ówczesnych właścicieli miasta. Początkowo arcybiskup gnieźnieński Jan Sprowski był przeciwny tej fundacji, wyraził na nią zgodę dopiero w 1463 roku. Pierwsze budynki, zbudowane z drewna były usytuowane nad rzeką Rdęcą. Murowany gotycki kościół powstał pod koniec XV wieku. Najpierw zbudowano prezbiterium (które zachowało się do dziś), następnie powstał korpus kościoła (pod koniec XVI w.). W 1707 roku wojska rosyjskie walcząc przeciwko Szwedom zrabowali i spalili klasztor Benedyktynów. Klasztor odbudowano po zakończeniu działań wojennych, prace ukończono w 1720 roku. Świątynia jest budowlą wzniesioną z cegły, nawa główna została otynkowana, prezbiterium natomiast pozostało w stanie surowym. Od strony południowej do kościoła przylega klasztor, zbudowany w XVI wieku i rozbudowany w XVII i XVIII. To budynek w stylu barokowym, z cegły, otynkowany, jednopiętrowy, częściowo podpiwniczony. Składa się z trzech skrzydeł, otaczających prostokątny wirydarz. Czwarte skrzydło jest wydłużone w kierunku północnym. Zarówno kościół, jak i klasztor były wyposażone w cenne naczynia i liczne dzieła sztuki: 
  - na uwagę zasługuje kolekcja prowincjałów wielkopolskich, składająca się z ośmiu obrazów późnobarokowych z końca XVIII wieku. W kruchcie (przedsionku kościoła) znajdują się nagrobek Jana Konarskiego, kasztelana kaliskiego (rzeźba z czerwonego marmuru – postać rycerza w zbroi), drewniany krucyfiks i zabytkowe prowadzące do wnętrza kościoła dwuskrzydłowe, rzeźbione, drewniane drzwi z 1726 roku,
  - w podziemiach kościoła pochowano m.in. Jana Konarskiego (1599); poetę i historyka Samuela ze Skrzypna Twardowskiego (1661); starostę bielskiego, ojca generała J.N. Umińskiego i dziadka błogosławionego Edmunda Bojanowskiego, Hilarego Umińskiego (1791),
  - obok kościoła klasztornego znajdują się barokowa dzwonnica z pierwszej połowy XVIII wieku, drewniana, zbudowana według konstrukcji słupkowej oraz kapliczka (również z XVIII wieku), murowana i otynkowana. Znajdują się w niej dwie figurki gotyckie: Matki Bożej Bolesnej i Chrystusa Frasobliwego,

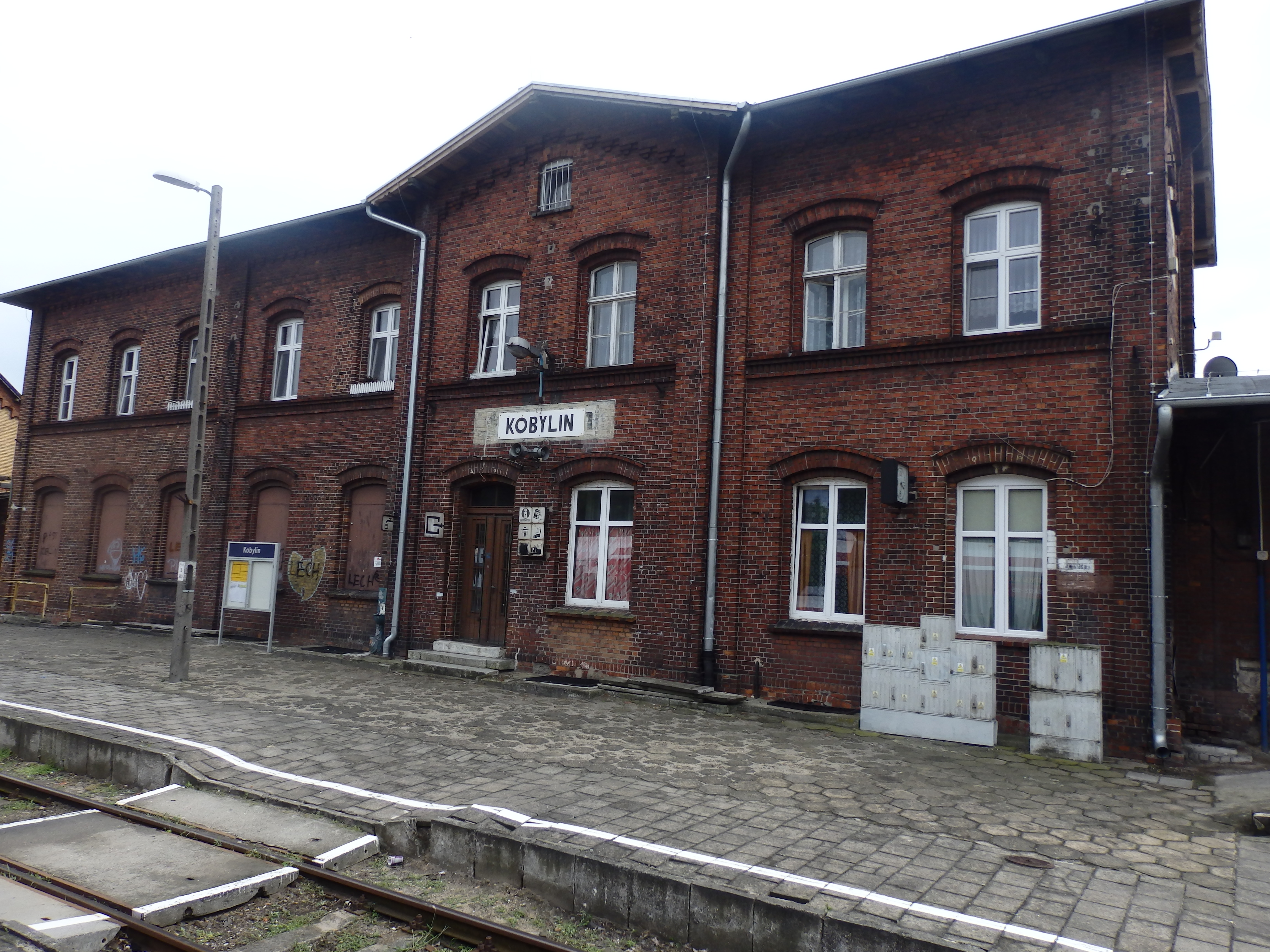
Stacja kolejowa

  - cmentarz przykościelny.

## Sport
- KS Piast Kobylin, klub piłkarski założony w 1924 roku, grający w sezonie 2023/2024 w klasie A, gr. wielkopolskiej VIII[8].
- UKS " SAMSON " - sekcje zapasów-styl wolny oraz sumo, klub odnosi sukcesy na arenie krajowej oraz międzynarodowej.